# Sukkur
Sukkur (Urdu سکھر, Sindhi سکر) ist die drittgrößte Stadt in der pakistanischen Provinz Sindh. Sie liegt am westlichen Ufer des Indus im Distrikt Sukkur. Die Stadt hat etwa 500.000 Einwohner.

## Geografie und Klima
67 Metern über dem Meeresspiegel gelegen, bedeckt Sukkur eine Fläche von 5156 Quadratkilometern und erstreckt sich von 27°05' bis 28°02' Nord und von 68°47' bis 69°43' Ost.
Der Distrikt Sukkur grenzt im Norden an die Distrikte Shikarpur und Kashmore, im Nordwesten an Ghotki, im Süden an Khairpur und außerdem an den Distrikt Jaisalmer im indischen Bundesstaat Rajasthan. Hauptstraßen verbinden Sukkur mit Städten in Pakistan und in Indien.
Die Stadt Sukkur wird durch die Lansdowne Bridge und die Ayub Bridge mit dem am anderen Ufer des Indus liegenden Rohri verbunden.
Der Indus ist hier durch die gewaltige Sukkur Barrage gestaut, deren Wasser eine Reihe breiter und langer Bewässerungskanäle speist.
Sukkur ist von großen Palmenhainen umgeben, die – wie es heißt – den am Stadtrand lagernden Soldaten von Muhammad ibn al-Qasim zu verdanken sind. Diese sollen nämlich überall Dattelkerne ausgespuckt haben.
In der architektonisch interessanten Altstadt stehen viele Mausoleen von Heiligen und anderen Prominenten.

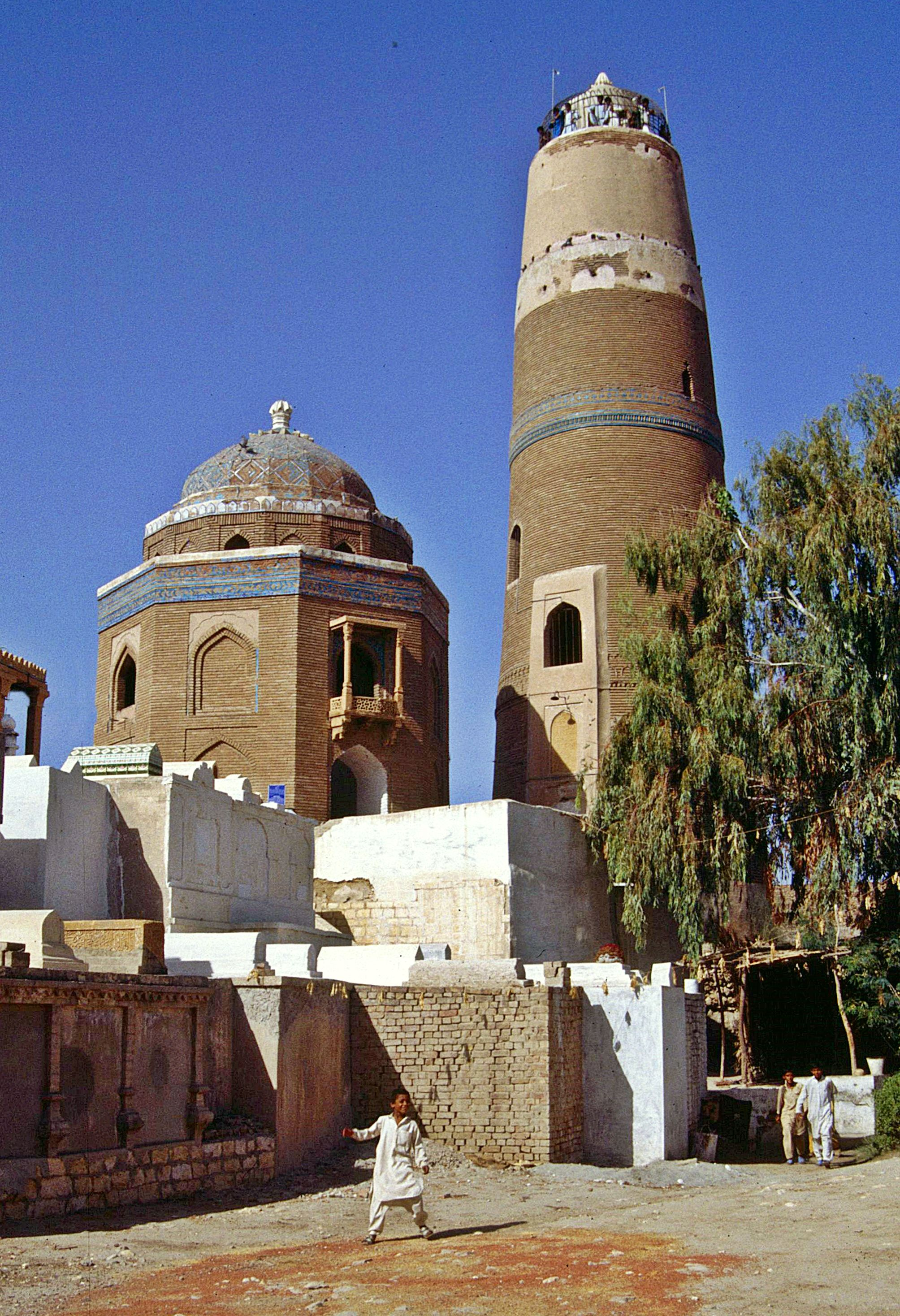
Sukkur: Masum-Shah-Mausoleum

Sukkur hat sehr heiße und dunstige Sommer mit durchschnittlich 35 °C im Juni bei Höchstwerten bis zu 52 °C. Im Winter ist es mit Temperaturen zwischen 7 und 22 °C kühl und trocken. Der Niederschlag liegt bei 88 mm jährlich.